# Кейт Уокър
Кейт Уокър (на английски: Kate Walker) е американска писателка на бестселъри в жанра романс.

## Биография и творчество
Кейт Уокър е родена на 7 май 1950 г. в район Нотингамшър, Англия. Тя е третата от петте дъщери. Когато е на 18 месеца семейството се мести в Западен Йоркшир. Чете всичко, което попадне в ръцете ѝ. Обича сама да съставя истории и пише първата си приключенска история на 11 г. в часовете по математика. Мечтата на Кейт е да стане писател, но тъй като родителите я съветват да търси по-сигурна работа тя се насочва към библиотечното дело.
Учи английски език и библиотекознание в Университета на Уелс в Абъристуит. В университета се среща със съпруга си. Двамата сключват брак и се установяват в Линкълншир. Работи в библиотеката за деца до раждането на сина си, когото отглежда в продължение на три години като домакиня.
Решена да приеме ново предизвикателство Кейт се връща към старата си любов – писането. Първите ѝ опити са върху кухненската маса и до късно през нощта. Първите ѝ два ръкописа са отхвърлени от „Harlequin Mills & Boon“, но третият е приет.
Първият романс на Кейт Уокър „The Chalk Line“ е публикуван в края на 1984 г. Оттогава тя изцяло се отдава на писателската си кариера.
Освен многобройните си романси тя е написала и две документални книги, от които „12 Point Guide to Writing Romance“ се счита за ценно ръководство за другите писатели на романси.
Кейт Уокър живее във Великобритания. Обича да чете, да посещава стари замъци и имения, да слуша интересни истории за тях, и да обхожда антикварните магазини, за да попълва колекцията си от викторианска бродерия.

## Произведения

### Самостоятелни романи
- The Chalk Line (1984)
- Game of Hazard (1986)
- First Man (1986)
- Rough Diamond (1986)
- Broken Silence (1987)
- Captive Lover (1987)
- Man of Shadows (1987)
- Chase the Dawn (1988)
- The Cinderella Trap (1988)
- Leap in the Dark (1989)
- Jester's Girl (1989)
- Runaway (1990)
- The Golden Thief (1990)
- Give and Take (1991)
Напълно непознати, изд.: „Арлекин България“, София (1995), прев. Катя Георгиева
- No Gentleman (1992)
- Something Missing (1993)
- Shattered Mirror (1993)
- Calypso's Enchantment (1994)
- No Holding Back (1995)
- Flirting With Danger (1996)
- Hers for a Night (1996)
- The Groom's Revenge (1997)
- The Temptation Game (1998)
- Wife for a Day (1998)
- Fiancee by Mistake (1998)
- Saturday's Bride (1999)
- His Miracle Baby (2001)
- The Konstantos Marriage Demand (2009) – специална награда на „Harlequin“
- The Devil and Miss Jones (2012)
- A Throne for the Taking (2013)
- A Question of Honor (2014)
- Olivero's Outrageous Proposal (2015)

### Серия „Сицилиански доведени братя“ (Sicilian Stepbrothers)
1. The Sicilian's Wife (2002)
2. A Sicilian Husband (2003)

### Серия „Николаидес / Морган“ (Nicolaides / Morgan)
1. The Married Mistress (2003)
2. Their Secret Baby (2003)

### Серия „Семейство Алколар“ (Alcolar Family)
1. The Twelve-month Mistress (2004)
2. The Spaniard's Inconvenient Wife (2004)
3. Bound by Blackmail (2005)

### Серия „Сицилиански братя“ (Sicilian Brothers)
1. Sicilian Husband, Blackmailed Bride (2007)
2. The Sicilian's Red-Hot Revenge (2007)

### Участие в съвместни серии с други писатели

#### Серия „От тук до бащинството“ (From Here To Paternity)
- The Unexpected Child (1997)

от серията има още 14 романа от различни автори

#### Серия „Венчани!“ (Wedlocked!)
- The Hired Husband (1999)
- The Christmas Baby's Gift (2002)

от серията има още 57 романа от различни автори

#### Серия „Гръцки магнати“ (Greek Tycoons)
- Constantine's Revenge (1999)
- The Antonakos Marriage (2005)
- The Greek Tycoon's Unwilling Wife (2006)
- Bedded By the Greek Billionaire (2007)
- The Good Greek Wife? (2010)

от серията има още 55 романа от различни автори

#### Серия „Латински любовници“ (Latin Lovers)
- Her Secret Bridegroom (2000)
- Spanish Billionaire, Innocent Wife (2008)

от серията има още 21 романа от различни автори

#### Серия „Неговото бебе“ (His Baby)
- Rafael's Love-Child (2000)

от серията има още 6 романа от различни автори

#### Серия „Отмъщението“ (Red-Hot Revenge)
- The Hostage Bride (2001)

от серията има още 14 романа от различни автори

#### Серия „Отдаване на шейха“ (Surrender to the Sheikh)
2. Desert Affair (2001)
10. At The Sheikh's Command (2006)
от серията има още 14 романа от различни автори

#### Серия „Италиански съпрузи“ (Italian Husbands)
- The Sicilian's Wife (2002)
- A Sicilian Husband (2003)
- The Italian's Forced Bride (2006)
- Sicilian Husband, Blackmailed Bride (2007)

от серията има още 28 романа от различни автори

#### Серия „Сватбено общество“ (Society Weddings)
7. The Duke's Secret Wife (2008)
от серията има още 6 романа от различни автори

#### Серия „Принуден чрез шантаж“ (Bedded By Blackmail)
- Cordero's Forced Bride (2009)

от серията има още 22 романа от различни автори

#### Серия „Тъмни нощи с милионер“ (Dark Nights with a Billionaire)
- Kept for Her Baby (2009)

от серията има още 2 романа от различни автори

#### Серия „Мощен и чист“ (Powerful and the Pure)
- The Return of the Stranger (2011)

от серията има още 3 романа от различни автори

#### Серия „Италиански изкусител!“ (Italian Temptation!)
- The Proud Wife (2011)

от серията има още 1 роман от Джаклин Беърд

#### Серия „Гръцки афери“ (Greek Affairs)
- In His Bed (2012) – в съавторство с Карол Маринели и Ан Матър

от серията има още 4 съвместни романа от различни автори

### Сборници разкази
- Christmas, Kids and Kisses (2006) – с Даяна Хамилтън и Рене Рошел
- Her Passionate Italian (2008) – в съавторство с Карол Маринели и Мишел Рийд
- Mistresses: Shackled with Rubies (2010) – в съавторство с Люси Монро и Лий Уилкинсън

### Документалистика
- A Straightforward Guide to Writing Romantic Fiction (2002)
- 12 Point Guide to Writing Romance (2004)